# Trận Laukkai

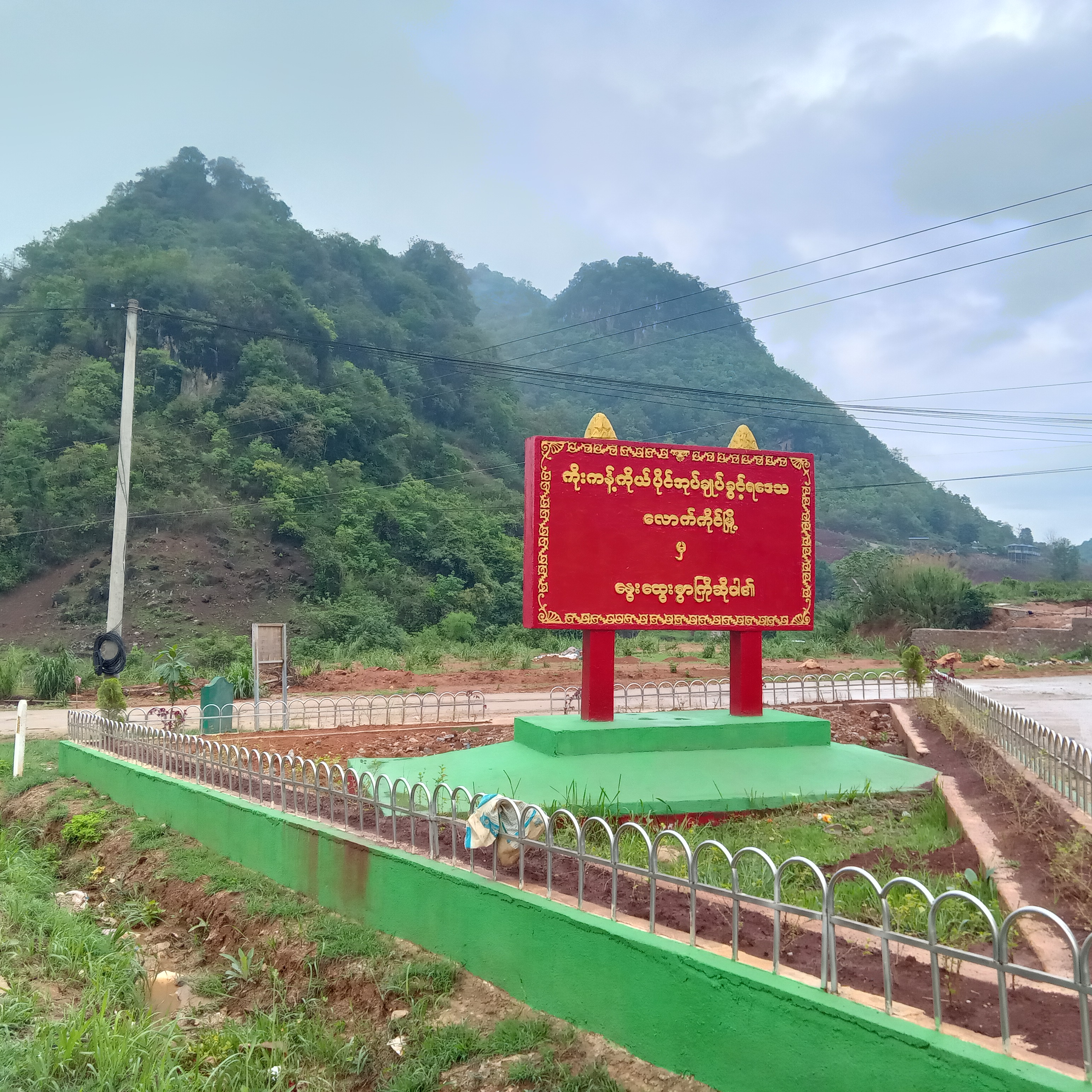
Thị trấn Laukkai

Cờ hiệu của Quân đội Liên minh Dân chủ Quốc gia Myanmar (Myanmar National Democratic Alliance)

Trận Laukkai (Battle of Laukkai) là một cuộc tấn công do Quân đội Liên minh Dân chủ Quốc gia Myanmar (MNDAA) tiến hành bao vây và chiếm thị trấn Laukkai, thủ phủ của Khu tự quản Kokang (Kokang SAZ) ở phía đông bắc Myanmar, trận đánh diễn ra từ ngày 15 tháng 11 năm 2023 đến ngày 5 tháng 1 năm 2024. Trận chiến là một phần nằm trong Chiến dịch 1027 lớn hơn do phe phiến quân đã chuẩn bị từ trước thông qua một hoạt động quân sự chung được tiến hành bởi Liên minh ba anh em gồm ba tổ chức vũ trang sắc tộc và là một phần của tổng thể Nội chiến Myanmar hiện nay. Thị trấn Laukkai là thủ phủ của vùng Kokang, được biết đến là nơi tập trung các ổ cờ bạc và các tụ điểm lừa đảo qua mạng. Liên minh Huynh đệ nói rằng mục tiêu của họ là quét sạch các tụ điểm lừa đảo tại đây. Laukkai từng là nơi MNDAA đặt căn cứ hoạt động. Chính quyền Bắc Kinh được cho là ngày càng thất vọng trong những tháng gần đây trước việc chính quyền quân sự Myanmar thiếu hành động để xóa sổ các trung tâm lừa đảo này.

## Diễn biến
Liên minh nổi dậy Myanmar thông báo kiểm soát thị trấn Laukkai gần biên giới với Trung Quốc sau nhiều tuần giao tranh với quân đội. Liên minh Huynh đệ gồm ba nhóm quân nổi dậy Myanmar ra tuyên bố hôm 5 tháng 1 năm 2024, thông báo kiểm soát thị trấn Laukkai sau khi lực lượng quân đội Myanmar tại đây đầu hàng. Toàn bộ Laukkai đã trở thành khu vực không còn Hội đồng Quân sự Myanmar. Việc Laukkai thất thủ đánh dấu sự sụp đổ của Bộ chỉ huy Tác chiến vùng đầu tiên trong quân đội Myanmar. Laukkai là nơi lực lượng nổi dậy và quân đội Myanmar giao chiến ác liệt trong nhiều tuần. Trong những ngày đầu nổi dậy, Liên minh Ba anh em đã khẳng định việc đánh phá các trung tâm lừa đảo là một trong những mục tiêu chính của mình nên Laukkai là một trong những nơi tình hình giao tranh diễn ra căng thẳng nhất. Người phát ngôn chính quyền quân sự Myanmar Zaw Min Tun cho biết quân đội đã quyết định đầu hàng tại Laukkai sau nhiều cân nhắc kỹ lưỡng. Liên minh Ba anh em tuyên bố chiếm được thị trấn Laukkai ven biên giới với Trung Quốc sau khi sở chỉ huy vùng của quân đội Myanmar tại đây đầu hàng. Việc chiếm được Laukkai đánh dấu thắng lợi mới nhất của Liên minh Ba anh em trong hai tháng. Đại sứ quán Trung Quốc tại Myanmar đã kêu gọi công dân rời khỏi Laukkai do lo ngại về rủi ro an ninh. Trước Laukkai, lực lượng nổi dậy đã chiếm được một số trung tâm biên giới đóng vai trò quan trọng trong hành lang thương mại giữa Myanmar và Trung Quốc.